# 11094 Cuba
11094 Cuba este un asteroid din centura principală de asteroizi.

## Descriere
11094 Cuba este un asteroid din centura principală de asteroizi. A fost descoperit pe 10 august 1994 la Observatorul La Silla de Eric Walter Elst. El prezintă o orbită caracterizată de o semiaxă mare de 3,07 ua, o excentricitate de 0,20 și o înclinație de 2,2° în raport cu ecliptica.